# ウード1世 (ヴェルマンドワ伯)
ウード1世・ド・ヴェルマンドワ（Eudes Ier de Vermandois, 1059年ごろ - 1085年以降）またはオトン2世・ド・ヴェルマンドワ（Otton Ⅱ de Vermandois）、リンサンセ（l'Insensé, 狂人伯）と称された。ヴェルマンドワ（在位：1080年 - 1085年）及びヴァロワ伯であり、1085年からサン＝シモン（フランス語版）領主。カール大帝の次男ピピンの庶子であるイタリア王ベルナルドの子孫であり、カロリング家直系のエルベール家（フランス語版）最後の人物。

## 生涯
ウードはおそらく精神を患っていたとされており、父エルベール4世からヴェルマンドワ伯位の相続人から排除されていたが、1080年に父が亡くなった後、統治権を得てヴェルマンドワ伯となった。
また、ヴァロワ伯ラウル4世の娘であった母アデライード・ド・ヴァロワ（フランス語版）の実家からヴァロワ伯位を受け継いだ。
5年後、貴族議会においてウードから両伯位を剥奪し、姉妹アデライードの夫であるフランス王アンリ1世の王子ユーグ・ド・ヴェルマンドワに伯位を与えた。
ウードは、ヴェルマンドワの騎士サン＝シモン卿の娘エドヴィジュ・ド・サン＝シモンと結婚し、妻を通してサン＝シモンを手に入れた。その後1085年以降に死去している。
17世紀、ルイ13世の寵臣クロード・ド・ルヴロワは、偽の文書で自分がウード1世の子孫であると主張した。その結果、彼と彼の子孫はサン＝シモン公を名乗った。